# 通恵中路駅
通恵中路駅（つうけいちゅうろえき）は、中華人民共和国浙江省杭州市蕭山区金城路と通恵中路の交差点に位置する杭州地下鉄5号線の駅である。

## 歴史
建設時の仮駅名は「通恵路駅」であった。
- 2020年4月23日：開業[2][3]。

## 駅構造
島式ホーム1面2線を有する地下駅。

### のりば
案内上ののりば番号は設定されていない。
| 路線    | 方向 | 行先                 |
| ------- | ---- | -------------------- |
| ■ 5号線 | 下り | 城站・南湖東方面     |
| ■ 5号線 | 上り | 火車南站・姑娘橋方面 |

（出典：杭港地下鉄:内部空间示意图）

## 駅周辺
- 順和悦府
- 中誉・現代城
- 旭輝東原・国浜府
- 余曁公園
- 嘉瑞広場
- 嘉瑞華庭
- 蕭山区人力資源和社会保障局
- 開元之心頤養園
- 融信・光耀府
- 耀城商業名座
- 胤隆匯ホテル
- 金鷺銀座

## 隣の駅
杭州地下鉄
■ 5号線
育才北路駅 - 通恵中路駅 - 火車南站駅